# Vitalisia alternata
Vitalisia alternata är en skalbaggsart som först beskrevs av Leon Fairmaire 1895.  Vitalisia alternata ingår i släktet Vitalisia och familjen långhorningar.
Artens utbredningsområde är Laos. Inga underarter finns listade i Catalogue of Life.